# Niemieckie korporacje akademickie w Polsce
Niemieckie korporacje akademickie w Polsce są to organizacje działające na terenie Polski i zrzeszające osoby przyznające się do narodowości i kultury niemieckiej. Odróżnia je to od polskich korporacji akademickich.
Korporacje niemieckie działały głównie na Śląsku, w Wielkopolsce oraz na Pomorzu, gdzie powstawały już w XVII wieku. Ich główna aktywność przypadła jednak na lata 30. XX wieku i związana była z antypolską działalnością kierowaną przez działaczy NSDAP.
Obecnie istnieją trzy niemieckie związki studenckie na Śląsku i Opolszczyźnie:
- Verein Deutscher Hochschüler in Polen zu Oppeln
- Verein Deutscher Hochschüler in Polen zu Ratibor
- Akademische Verbindung Salia-Silesia zu Gleiwitz im CV